# Ettore Ferrari

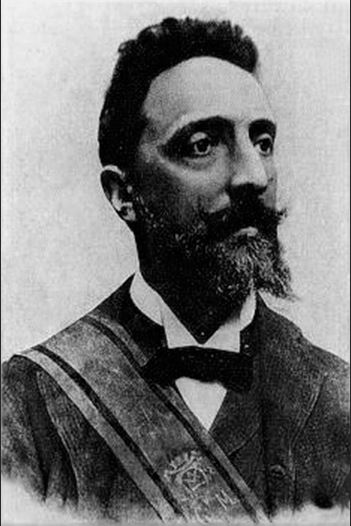
Ettore Ferrari

Ettore Ferrari (* 25. März 1845 in Rom; † 19. August 1929 ebenda) war ein italienischer Bildhauer, Politiker und Freimaurer.

## Leben
Der Sohn des Bildhauers Filippo Ferrari absolvierte die Accademia di San Luca und gehörte der 1904 gegründeten Künstlergruppe XXV della campagna romana an. Er ist Schöpfer der Statue Giordano Brunos auf dem Campo de’ Fiori in Rom.
Ferrari war drei Legislaturperioden lang Abgeordneter im Parlament des Königreichs Italien. Im Jahr 1891 gehörte er zu den Mitgründern der Università Popolare di Milano. Er gehörte als Freimaurer zum Grande Oriente d’Italia und war von 1904 bis 1917 Großmeister dieser Loge.